# Kathleen Folbigg
Kathleen Megan Folbigg, née Donovan le 14 juin 1967, est une australienne condamnée — probablement à tort — pour infanticides. Elle été graciée en juin 2023, après 20 ans de prison, à la suite d'une pétition lancée par des scientifiques qui ont montré que les quatre enfants étaient sans doute décédés de mort subite due à une anomalie génétique extrêmement rare.

## L'affaire Kathleen Folbigg
Kathleen Folbigg a été reconnue coupable du meurtre de ses trois enfants en bas âge, Patrick Allen (à l'âge de huit mois), Sarah Kathleen (à l'âge de dix mois) et Laura Elizabeth (à l'âge de dix-neuf mois). Elle a également été condamnée pour l'homicide involontaire de son quatrième enfant, Caleb Gibson (âgé de dix-neuf jours). Les décès ont eu lieu entre 1989 et 1999. Son mari a contacté la police après avoir découvert son journal intime. Kathleen Folbigg a été condamnée à une peine de trente ans de réclusion dont vingt-cinq ans incompressibles et a été emprisonnée jusqu'au 5 juin 2023 où elle a été graciée par le gouvernement.
Kathleen Folbigg a toujours crié son innocence, affirmant que les quatre enfants étaient morts de causes naturelles.
Des recherches scientifiques et médicales suggérant que les filles pouvaient être mortes de causes naturelles ont été rejetées par une enquête judiciaire en 2019. Des recherches ultérieures publiées en 2020 ont conduit quatre-vingt-dix éminents scientifiques et professionnels de la santé australiens, en mars 2021, à demander au gouverneur de la Nouvelle-Galles du Sud de gracier Kathleen Folbigg, en alléguant que tous les décès pouvaient être expliqués par la génétique,,.
En décembre 2023, La Cour d'appel pénale de Nouvelle-Galles du Sud acquitte Kathleen Folbigg, annulant sa condamnation de 2003 pour la mort de ses quatre enfants, à la suite de nouvelles preuves scientifiques révélant de rares mutations génétiques comme cause des décès.

## Avis médical

### Pétition pour qu'elle soit graciée
Le 4 mars 2021, une pétition signée par plus de 100 éminents scientifiques, dont le Dr Carola Garcia de Vinuesa (en), a été publiée par l'Académie australienne des sciences, demandant au gouverneur de la Nouvelle-Galles du Sud de gracier Kathleen Folbigg, car des causes génétiques et médicales peuvent expliquer ces décès en série.

### Cause de la mort
Des preuves génétiques publiées en novembre 2020 ont montré qu'au moins deux des enfants présentaient des mutations génétiques qui les prédisposaient à une mort cardiaque subite. Les chercheurs ont conclu que la mutation CALM2 (en) portée par Kathleen et ses deux filles modifiait leur rythme cardiaque, les prédisposant à une mort subite peut-être précipitée par leurs infections récurrentes (infection des voies respiratoires chez Sarah ; myocardite chez Laura) et/ou par des médicaments tels que la pseudoéphédrine administrée à Laura.
Les deux autres enfants, Caleb et Patrick, étaient chacun porteurs de deux mutations génétiques potentiellement létales dans le gène BSN (Bassoon Presynaptic Cytomatrix Protein), qui est lié à une épilepsie létale précoce chez la souris, l'une des mutations ayant été héritée de leur mère et la seconde ayant probablement été héritée de leur père Craig. 